# ATT Investments
ATT Investments is een Tsjechische wielerploeg die sinds 2020 uitkomt in de continentale circuits van het wielrennen. De ploeg werd in 2011 opgericht en kende vanaf dat jaar een amateurstatus als clubteam, sinds 2020 is de ploeg actief met een UCI-licentie.

## Ploegnamen
| Periode   | Naam                               | Code | PC   |
| --------- | ---------------------------------- | ---- | ---- |
| 2016      | Lawi-Author                        | -    | Club |
| 2017-2019 | Topforex Lapierre                  | -    | Club |
| 2020      | Topforex Lapierre Pro Cycling Team | TLT  | CT   |
| 2021      | Topforex-ATT Investments           | TFA  | CT   |
| 2022-2025 | ATT Investments                    | ATT  | CT   |

## Renners
N.B. vanaf 2020

## Overwinningen
2020
Eindklassement Ronde van Małopolska: Vojtěch Řepa
Jongerenklassement Ronde van Małopolska: Vojtěch Řepa
2021
Bergklassement Ronde van Małopolska: Petr Klabouch
Puntenklassement Tour du Pays de Montbéliard: Matúš Štoček
2022
Bergklassement South Aegean Tour: Petr Klabouch
3e etappe Ronde van Rhodos: Mika Heming
2e etappe Carpathian Couriers Race: Mika Heming
2e etappe Grote Prijs van Gemenc: Tomáš Bárta
Jongerenklassement Ronde van Roemenië: Mika Heming
2023
Eindklassement Visit South Aegean Islands: Jakub Otruba
Proloog Ronde van Małopolska: Márton Dina
1e etappe Ronde van Małopolska: Tomáš Jakoubek
3e etappe Ronde van Małopolska: Márton Dina
Eindklassement Ronde van Małopolska: Márton Dina
2e etappe Koers van de Olympische Solidariteit: Tomáš Jakoubek
Puntenklassement Koers van de Olympische Solidariteit: Tomáš Jakoubek
Eindklassement Ronde van Bulgarije: Michal Schuran
Bergklassement Ronde van Bulgarije: Michal Schuran
2024
Silesian Classic: Jakub Otruba
Grote Prijs van Gorenjska: Michal Schuran
Bergklassement Ronde van Tsjechië:  Michal Schuran
5e etappe Ronde van Griekenland: Bartosz Rudyk
Puntenklassement Ronde van Griekenland: Bartosz Rudyk
Proloog Ronde van Małopolska: Márton Dina
1e etappe Ronde van Małopolska: Márton Dina
2e etappe Ronde van Mazovië: Bartosz Rudyk
Jongerenklassement Ronde van Szeklerland: Matthias Schwarzbacher
Proloog Ronde van West-Bohemen: Matthias Schwarzbacher
4e etappe Ronde van Bulgarije: Jakub Otruba
Bergklassement Ronde van Bulgarije: Márton Dina
2025
Grote Prijs van Rhodos: Marcin Budziński
Proloog Istrian Spring Tour: Marceli Bogusławski
1e etappe Ronde van Rhodos: Marcin Budziński
GP Brda-Collio: Marcin Budziński
Ślężański Mnich: Norbert Banaszek
3e etappe Ronde van Loir-et-Cher: Marceli Bogusławski
4e etappe Ronde van Loir-et-Cher: Marceli Bogusławski
Puntenklassement Ronde van Loir-et-Cher: Marceli Bogusławski
Ploegenklassement Belgrado-Banja Luka (Bittner, Říman, Peák, Pospíšal, Řeha, Vaníček)
Silesian Classic: Marcin Budziński
1e etappe Ronde van Estland: Marceli Bogusławski
2e etappe Ronde van Opper-Oostenrijk: Marcin Budziński
Ploegenklassement Flèche du Sud: Bárta, Kukrle, Vaníček, Voltr
3e etappe Koers van de Olympische Solidariteit: Marceli Bogusławski
Eindklassement Koers van de Olympische Solidariteit: Marceli Bogusławski
Puntenklassement Koers van de Olympische Solidariteit: Marceli Bogusławski
Ploegenklassement Koers van de Olympische Solidariteit (Banaszek, Bogusławski, Budziński, Neuman, Řeha, Voltr)
Visegrad 4 Bicycle Race-GP Polski: Norbert Banaszek
Memoriał Andrzeja Trochanowskiego: Marceli Bogusławski
2e etappe Ronde van Mazovië: Šimon Vaníček
Eindklassement Ronde van Mazovië: Šimon Vaníček
1e etappe Ronde van Szeklerland: Dominik Neuman
2e etappe Ronde van Szeklerland: Dominik Neuman
Eindklassement Ronde van Szeklerland: Dominik Neuman
Puntenklassement Ronde van Szeklerland: Dominik Neuman
Ploegenklassement Ronde van Szeklerland: (Bárta, A. Banaszek, Neuman, Řeha, Říman, Voltr)

### Nationale kampioenschappen
2020
 Tsjechisch kampioen op de weg, beloften: Vojtěch Řepa
2023
 Tsjechisch kampioen tijdrijden, elite: Jakub Otruba
 Slowaaks kampioen op de weg, elite: Matúš Štoček
 Slowaaks kampioen tijdrijden, elite: Matúš Štoček
2024
 Slowaaks kampioen tijdrijden, beloften: Matthias Schwarzbacher